# Curtara estribii
Curtara estribii är en insektsart som beskrevs av Delong och Wolda 1982. Curtara estribii ingår i släktet Curtara och familjen dvärgstritar. Inga underarter finns listade i Catalogue of Life.